# Cikalong (Cimaung)
Cikalong is een bestuurslaag in het regentschap Bandung van de provincie West-Java, Indonesië. Cikalong telt 5559 inwoners (volkstelling 2010).